# Thánh sử Luca
Thánh sử Luca (tiếng Hy Lạp: Λουκᾶς, Loukas) là một nhân vật trong Tân Ước, biểu tượng của ông là con bò. Trong thư mà Phaolô gửi tín hữu Côlôxê, Luca được đề cập là "người thầy thuốc yêu quý". Ngay từ thời đầu của Kitô giáo, nhiều học giả Kinh Thánh cho rằng Luca là tác giả của quyển Phúc âm Luca và Sách Công vụ Tông đồ, đây cũng là quan điểm được chấp nhận hiện nay.
Thánh Luca là Thánh quan thầy của các nghệ sĩ, bác sĩ, sinh viên... ngày lễ kính là ngày 18 tháng 10 hằng năm.